# Pilotrichella sordido-viridis
Pilotrichella sordido-viridis är en bladmossart som beskrevs av C. Müller och Per Karl Hjalmar Dusén 1895. Pilotrichella sordido-viridis ingår i släktet Pilotrichella och familjen Meteoriaceae. Inga underarter finns listade i Catalogue of Life.